# Ors
Pour les articles homonymes, voir ORS.
Ors est une commune française située dans le département du Nord, en région Hauts-de-France. La tendance locale semble être de prononcer le « s » final, mais ce n'était sans doute pas le cas au début du XXe siècle.
Le nom jeté des habitants d'Ors est les Enragés.

## Géographie

### Site et situation
Ors est située dans la région Hauts-de-France, dans le sud du département du Nord, au contact des plaines céréalières du Cambrésis et du bocage de l'Avesnois. À vol d'oiseau, la commune est à 6,6 km du Cateau-Cambrésis, 29,2 km de Cambrai, 29,8 km de Valenciennes et 37,3 km de Saint-Quentin. La capitale régionale, Lille, est à 71,9 km.
La plus grande partie territoire communal est située dans la vallée de la Sambre, affluent de la Meuse. Cependant la ligne de partage des eaux entre les bassins de l'Escaut et de la Meuse passe au nord du territoire, dans la forêt de Bois-l'Évêque : le ruisseau du Cambrésis issu du Flaquet Briffaut coule vers l'ouest et se jette dans la Selle, affluent de l'Escaut,.
Autour d'Ors s'étendent des paysages de bocage. Le territoire de la commune est dans le périmètre du Parc naturel régional de l'Avesnois. Le village est en bordure du Bois-l'Évêque, qui est situé entièrement sur le territoire de la commune.

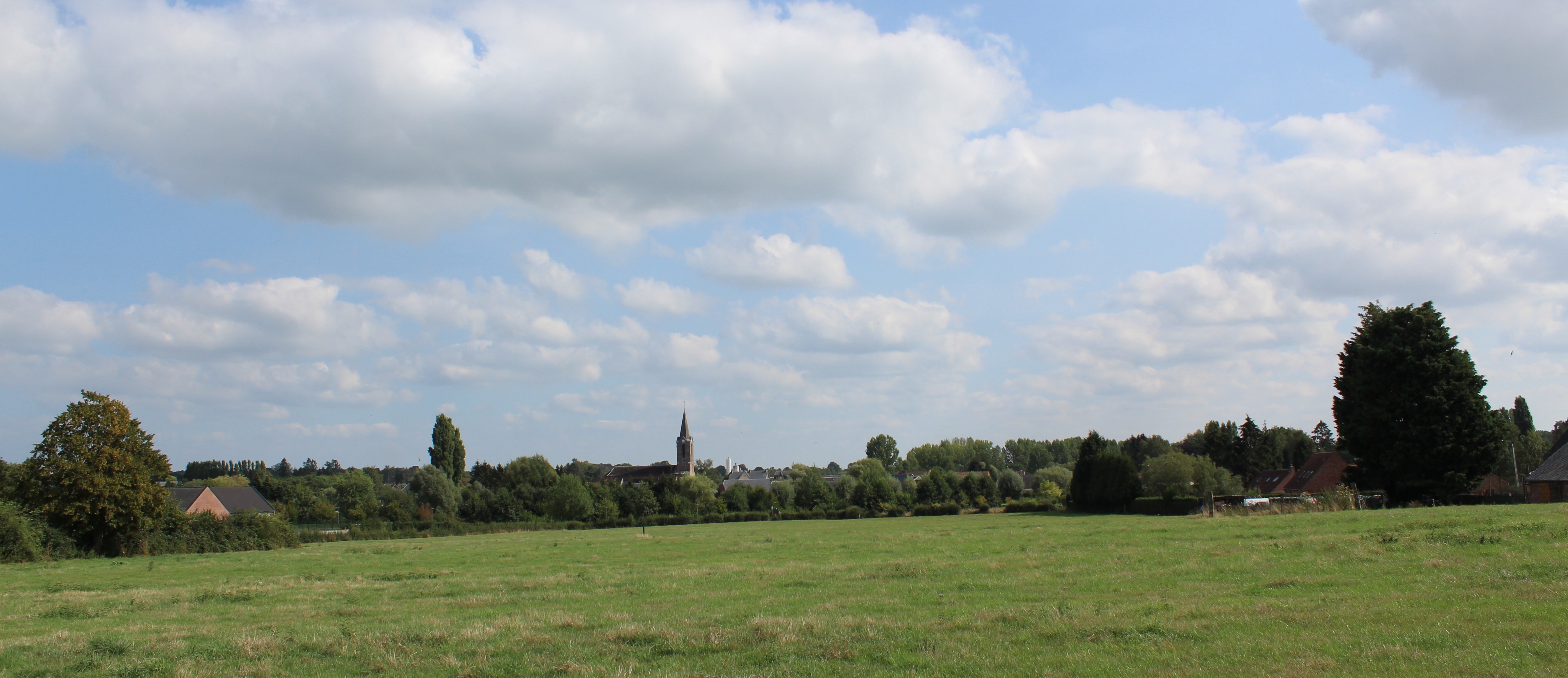
Panorama du village.

| Forest-en-Cambrésis Le Pommereuil | Bousies Fontaine-au-Bois | Landrecies |
|                                   | Ors                      | La Groise  |
| Bazuel                            | Catillon-sur-Sambre      |            |

### Voies de communication et transports

#### Voies routières
Ors est située à l'écart des axes principaux, au carrefour des routes départementales D160 de Mazinghien à Landrecies, D160B vers le nord à travers le Bois-l'Évêque, et D360 vers Catillon-sur-Sambre.

#### Voies navigables

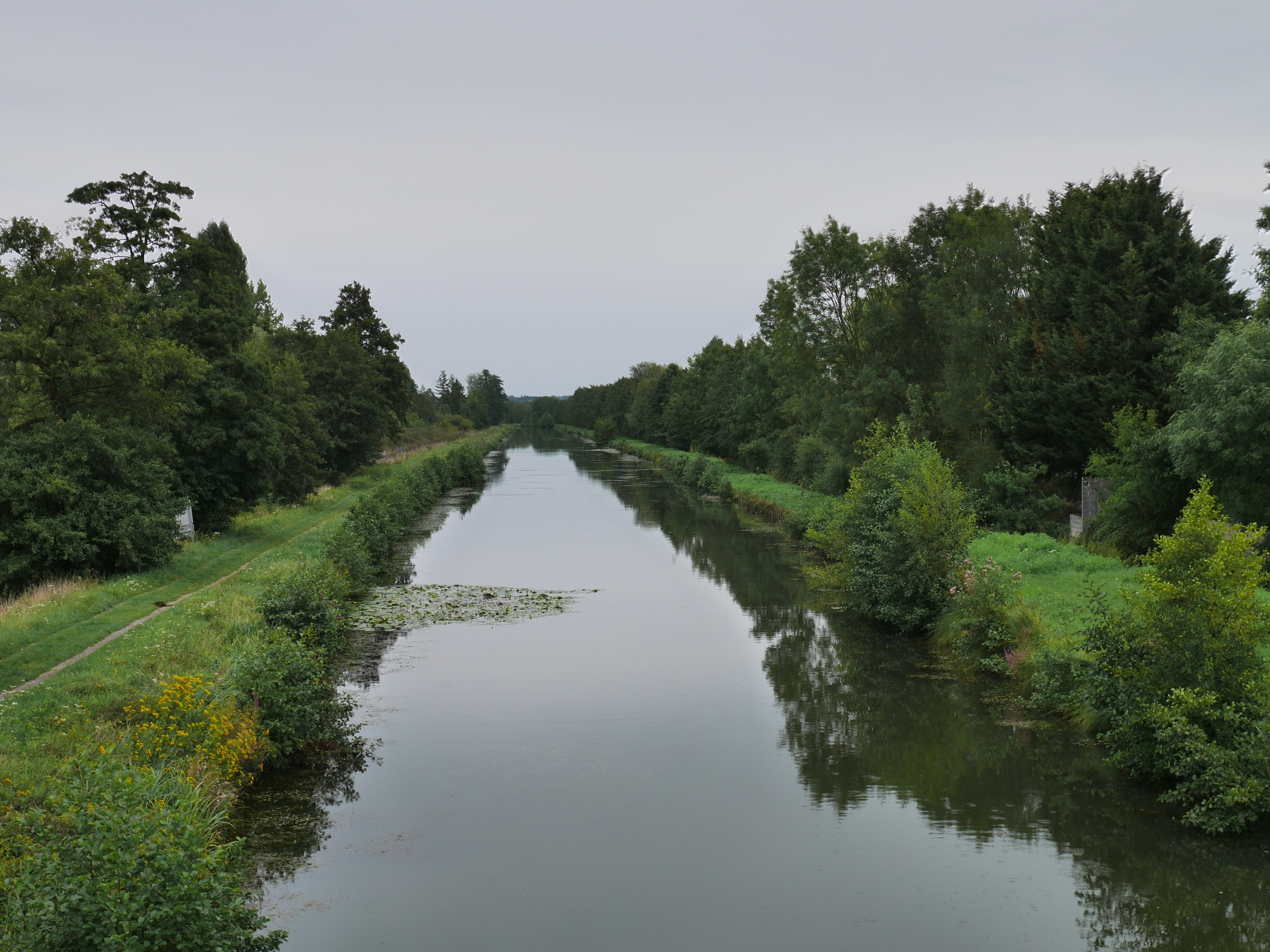
Le canal de la Sambre à l'Oise à Ors

La commune est située dans la haute vallée de la Sambre. Le canal de la Sambre à l'Oise, ouvert en 1839, traverse le village.

#### Transports en commun
La gare est située sur la ligne de Creil à Jeumont, à l'ouest du village. En semaine Ors est desservie par deux trains par jour, circulant entre Busigny et Jeumont.
Le réseau Arc-en-Ciel dessert la commune par la ligne no 337 Mazinghien - La Groise - Le Cateau.

### Hydrographie

#### Réseau hydrographique
La commune est située dans le bassin Artois-Picardie. Elle est drainée par la Sambre canalisée, la rivière Sambre, la Sambre rive Gauche, la Briquette, la Motte, la Notre-Dame de Bonsecours, le ruisseau de l'Ermitage, le ruisseau des Aulnes et un autre petit cours d'eau,.
La Sambre canalisée est un canal, chenal et un cours d'eau naturel, d'une longueur de 101 km, qui prend sa source dans la commune de Rejet-de-Beaulieu, s'écoule vers le nord-est et franchit la frontière belge au droit de Jeumont.
La Sambre, d'une longueur de 12 km, prend sa source dans la commune de Rejet-de-Beaulieu et se jette  dans 0 à Landrecies, après avoir traversé quatre communes.
La Sambre est une rivière franco-belge, affluent de la Meuse, de 190 km de long. La section qui traverse la commune débute à Landrecies et se termine à Rejet-de-Beaulieu, après avoir traversé cinq communes.

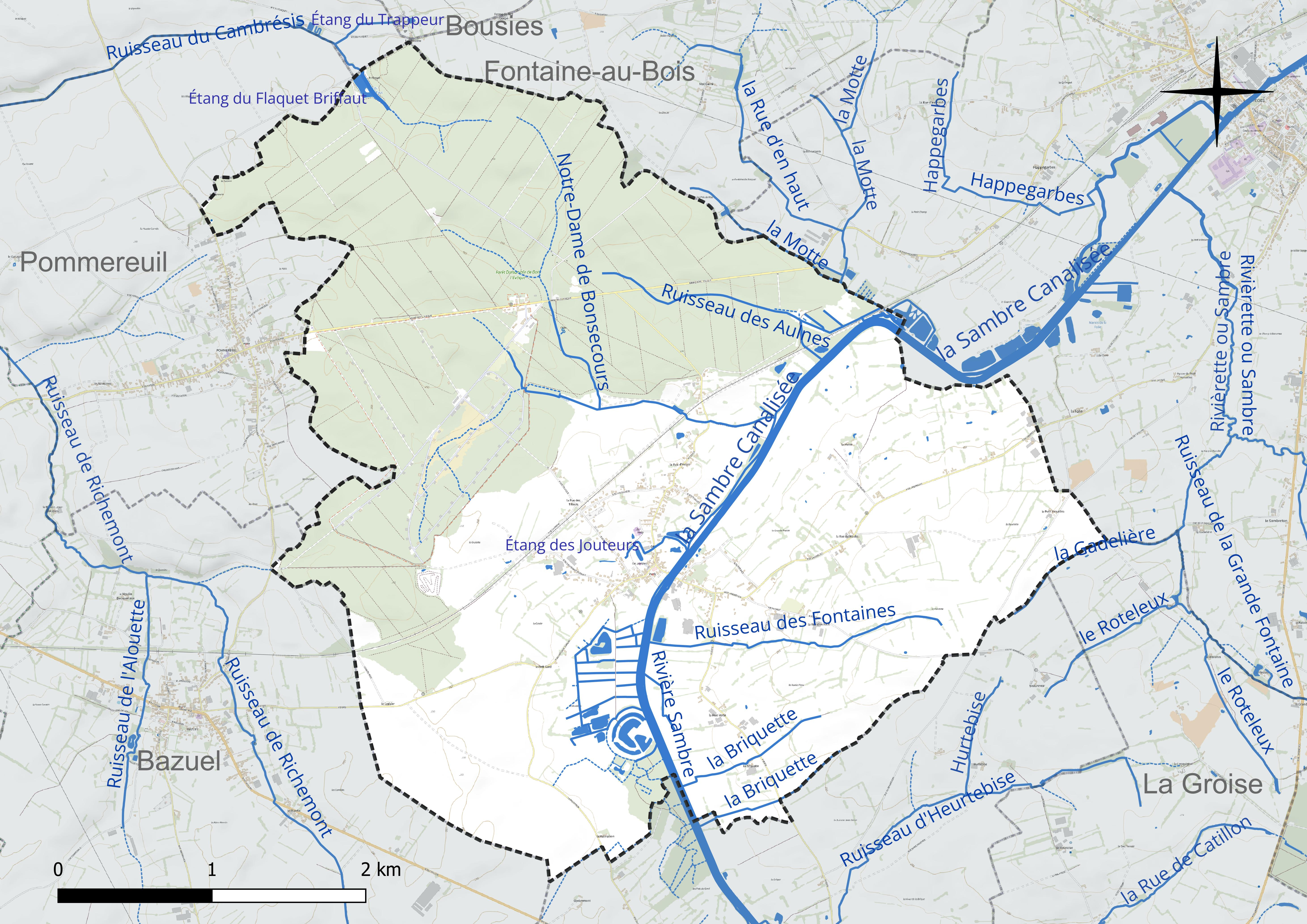
Réseau hydrographique d'Ors.

Deux plans d'eau complètent le réseau hydrographique : l'étang des Jouteurs (0,2 ha) et l'étang du Flaquet Briffaut (1,4 ha),.

#### Gestion et qualité des eaux
Le territoire communal est couvert par le schéma d'aménagement et de gestion des eaux (SAGE) « Sambre ». Ce document de planification concerne un territoire de 1 253 km2 de superficie, délimité par le bassin versant de la Sambre. Le périmètre a été arrêté le 1er novembre 2003 et le SAGE proprement dit a été approuvé le 21 septembre 2012, puis modifié le 18 août 2022. La structure porteuse de l'élaboration et de la mise en œuvre est le syndicat mixte du Parc naturel régional de l'Avesnois.
La qualité des cours d'eau peut être consultée sur un site dédié géré par les agences de l'eau et l'Agence française pour la biodiversité.

### Climat
Pour des articles plus généraux, voir Climat des Hauts-de-France et Climat du Nord.
En 2010, le climat de la commune est de type climat océanique dégradé des plaines du Centre et du Nord, selon une étude du CNRS s'appuyant sur une série de données couvrant la période 1971-2000. En 2020, Météo-France publie une typologie des climats de la France métropolitaine dans laquelle la commune est exposée à un climat océanique altéré et est dans la région climatique Nord-est du bassin Parisien, caractérisée par un ensoleillement médiocre, une pluviométrie moyenne régulièrement répartie au cours de l'année et un hiver froid (3 °C).
Pour la période 1971-2000, la température annuelle moyenne est de 10,1 °C, avec une amplitude thermique annuelle de 14,7 °C. Le cumul annuel moyen de précipitations est de 815 mm, avec 12,6 jours de précipitations en janvier et 9,4 jours en juillet. Pour la période 1991-2020, la température moyenne annuelle observée sur la station météorologique la plus proche, située sur la commune de Saint-Hilaire-sur-Helpe à 20 km à vol d'oiseau, est de 10,5 °C et le cumul annuel moyen de précipitations est de 802,4 mm,. Pour l'avenir, les paramètres climatiques de la commune estimés pour 2050 selon différents scénarios d'émission de gaz à effet de serre sont consultables sur un site dédié publié par Météo-France en novembre 2022.

## Urbanisme

### Typologie
Au 1er janvier 2024, Ors est catégorisée commune rurale à habitat dispersé, selon la nouvelle grille communale de densité à sept niveaux définie par l'Insee en 2022.
Elle est située hors unité urbaine. Par ailleurs la commune fait partie de l'aire d'attraction du Cateau-Cambrésis, dont elle est une commune de la couronne,. Cette aire, qui regroupe 11 communes, est catégorisée dans les aires de moins de 50 000 habitants,.

### Occupation des sols
L'occupation des sols de la commune, telle qu'elle ressort de la base de données européenne d'occupation biophysique des sols Corine Land Cover (CLC), est marquée par l'importance des territoires agricoles (54,6 % en 2018), en diminution par rapport à 1990 (56 %). La répartition détaillée en 2018 est la suivante : 
forêts (40,3 %), prairies (38,8 %), terres arables (15,8 %), milieux à végétation arbustive et/ou herbacée (2,4 %), zones urbanisées (2,2 %), eaux continentales (0,5 %). L'évolution de l'occupation des sols de la commune et de ses infrastructures peut être observée sur les différentes représentations cartographiques du territoire : la carte de Cassini (XVIIIe siècle), la carte d'état-major (1820-1866) et les cartes ou photos aériennes de l'IGN pour la période actuelle (1950 à aujourd'hui).

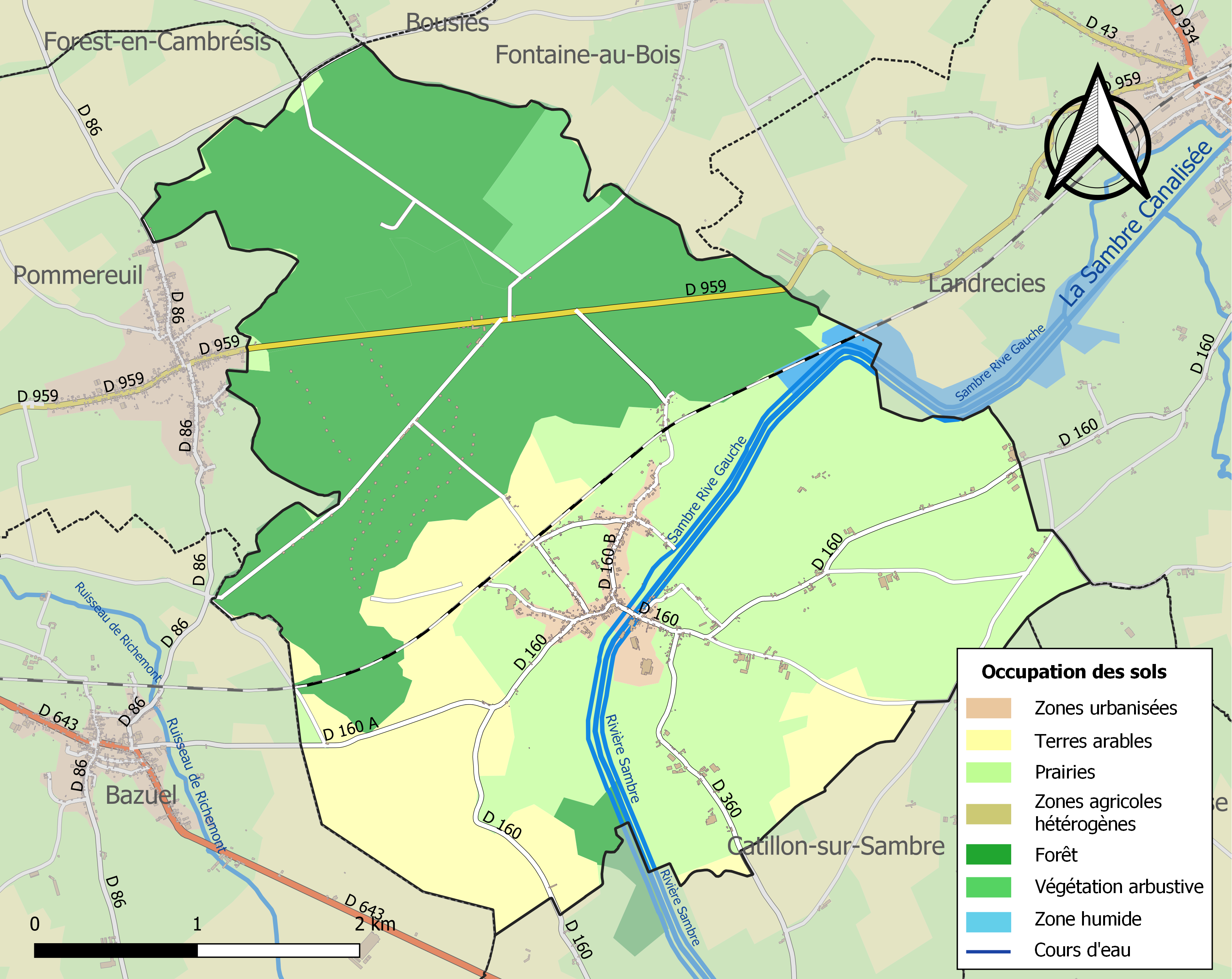
Carte des infrastructures et de l'occupation des sols de la commune en 2018 (CLC).

## Toponymie
Le village est mentionné au long des XIIe au XIVe siècles sous les noms Orcetum, Ors ou Orceium. L'origine du nom est incertaine. L'une pourrait être trouvée dans le roman ortz ou orts (« jardin » ou « verger », du latin hortus), une autre dans les noms de lieux germaniques, ors se rapportant parfois à l'est (oster), Ors étant à la limite est du Cambrésis,,. Il est à noter également que le terme "ors" signifie "ours" en Picard, à rapprocher peut-être de l'étymologie de la commune d'Orsinval (Nord), située à 25 kilomètres.

## Histoire

### Moyen Âge
La forêt voisine fut donnée le 24 avril 995 à l'évêque de Cambrai Rothard par l'empereur du Saint-Empire Othon III. De là le nom de Bois-l'Evêque qu'elle a encore aujourd'hui. La forêt devint domaniale sous la Révolution.
En 1033 l'empereur Conrad II confirme à l'abbaye Saint-André du Cateau la possession de l'église d'Ors (« ecclesia de Orceto ») que lui avait précédemment donnée Gérard Ier, évêque de Cambrai.
Nicolas de Fontaines, évêque de Cambrai, fit construire en 1255 au bord de la rivière une vaste forteresse pour garder le passage de la vallée de la Sambre. Cette motte féodale dotée d'un donjon, d'une triple enceinte et de fossés fut connue sous le nom de « Mâle Maison » (ou « fière » maison), mais aussi de « Malmaison » car elle était source de conflits avec les seigneurs locaux. Elle fut démantelée  en 1429, ce qui fit dire à Enguerrand de Monstrelet : « Ce fut grand dommage, car c'était la non pareille et la mieux édifiée qui fut en tout le pays à l'environ, et le plus fort lieu. ». Des fouilles eurent lieu en 1884 à l'instigation de M. Wuillot, maire de l'époque. On y retrouva « des murailles d'une épaisseur de 1,20 mètre, des traces de galeries souterraines, des armes, des vases, des ossements, des flèches, des boulets en grès, des débris de tuiles et de poterie, des éperons en fer revêtus d'une mince couche d'or, un fer de lance à trois tranchants assez bien conservé ». Des pierres ont été extraites pour l'entretien des chemins et la construction des bâtiments.

### Époque contemporaine
En mars 1794, des combats opposèrent autour d'Ors et de Catillon-sur-Sambre des troupes françaises commandées par le général Jacques Fromentin à des forces autrichiennes supérieures en nombre. À cette occasion le clocher d'Ors s'effondra sous la mitraille française, les Autrichiens s'étant réfugiés dans le village. Avant la bataille les paysans d'Ors avaient été réquisitionnés pour construire des redoutes. Ils le furent encore après la bataille pour enterrer les morts autrichiens. En avril ils furent à nouveau réquisitionnés, avec ceux de villages environnants, pour creuser des tranchées autour de Landrecies assiégée par les Autrichiens. C'est dans ces circonstances que les habitants d'Ors auraient gagné leur surnom d'« Enragés ».
Ors connaît de grands changements au XIXe siècle : le canal de la Sambre à l'Oise est ouvert en 1839. En 1852 la Compagnie du Nord est autorisée à prolonger vers Erquelinnes la ligne de chemin de fer de Paris à Saint-Quentin : l'ouverture à la circulation des trains a lieu en 1855. La ligne, qui relie Paris à Bruxelles, connaît un trafic important : on y recense quotidiennement en 1900 le passage de « 22 trains de voyageurs, 21 express et 33 trains de marchandises soit en tout 76 trains ». Une halte de voyageurs est ouverte à Ors en 1884. En 1891 la commune sollicite et obtient, moyennant un emprunt de 25 000 francs, la création d'une « voie de garage pour wagons complets », en raison de l'augmentation du trafic commercial lié à l'industrie beurrière. La gare draine aussi les ouvriers des environs vers les usines de la région d'Aulnoye-Aymeries,. L'exode rural s'observe dès cette époque : la population passe de 1312 habitants en 1851 à 767 en 1911.
Lors de la Première Guerre mondiale, une offensive franco-britannique, connue sous le nom de bataille de la Sambre, est lancée en direction de Maubeuge et Mons à l'aube du 4 novembre 1918. Le premier obstacle à franchir est le canal de la Sambre à l'Oise. Des combats ont lieu à Ors, au cours desquels le lieutenant Wilfred Owen du Manchester Regiment est tué. Cent-sept soldats britanniques sont inhumés au cimetière militaire, et 63 autres dans le cimetière communal.
La forêt du Bois-l'Évêque et le village voisin de Pommereuil furent très endommagés le 24 juin 1967 par une tornade de type F4 sur l'échelle de Fujita
La commune a abrité le camp militaire d'Ors entre 1932 et 2008. Il devait d'abord servir à accueillir des installations annexes à la ligne Maginot. Pendant la Seconde Guerre mondiale l'Allemagne y installa des  bâtiments et dépôts de munitions, et commença la construction d'une base de V2, restée inachevée en raison de la libération de la région. Après la guerre le camp servit de dépôt de munitions, notamment pour la  base aérienne 103 Cambrai-Épinoy,.

## Politique et administration

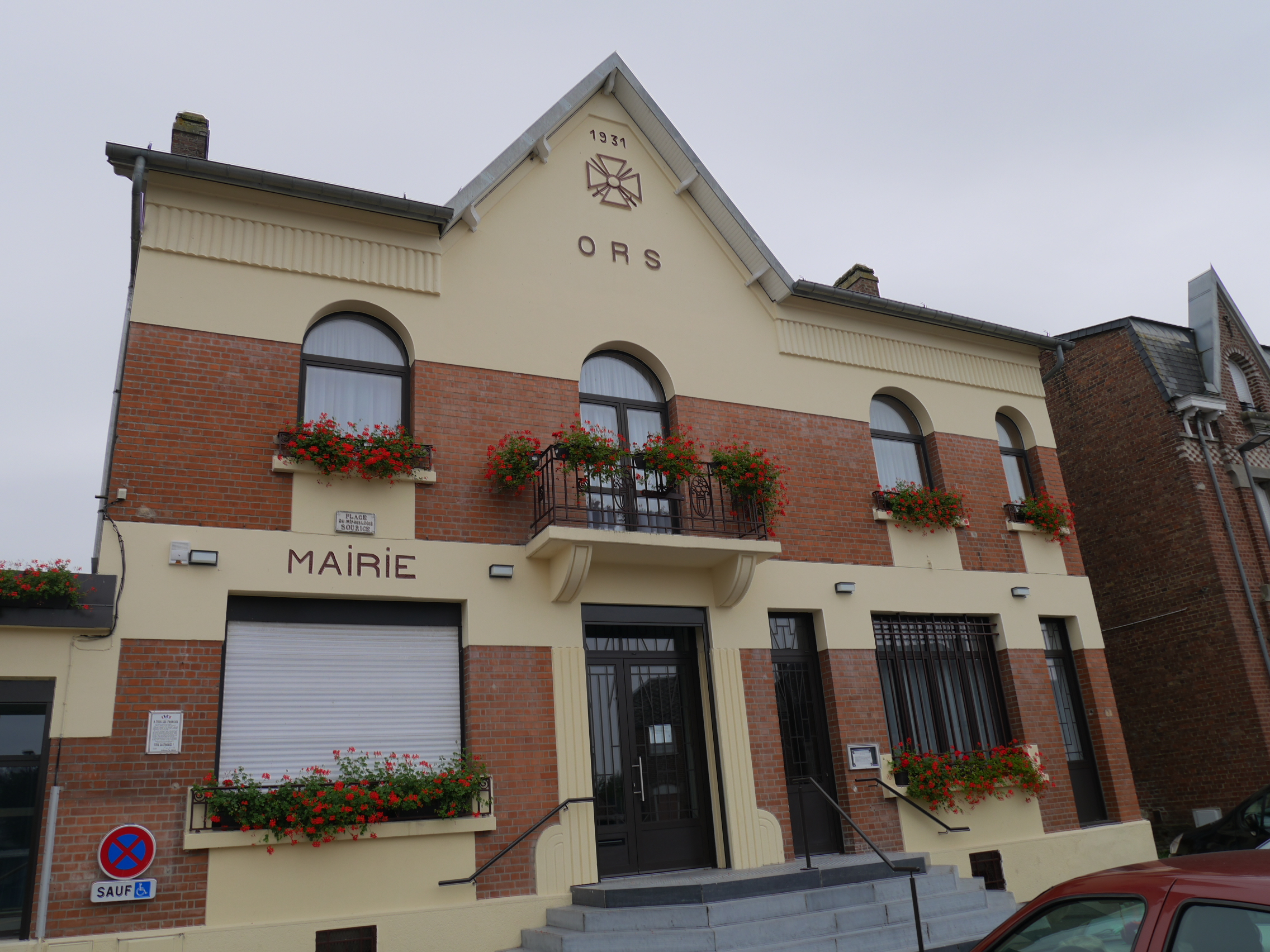
La mairie

### Administration municipale
La commune comptant moins de 1 500 habitants en 2008, le nombre de conseillers municipaux est de 15. Depuis 2001, le maire est Jacky Duminy. Ors est membre de la Communauté de communes du Caudrésis-Catésis, qui comprend 46 communes et 65 874 habitants en 2014.

### Liste des maires[42]
| Période                                  | Période           | Identité                   | Étiquette      | Qualité |
| ---------------------------------------- | ----------------- | -------------------------- | -------------- | ------- |
| 1753                                     |                   | Louis Cléande Lempereur    |                |         |
| 1755                                     |                   | Antoine Collet             |                |         |
| 1759                                     |                   | Gaspard Boucher            |                |         |
| 1763                                     |                   | Antoine Derampe            |                |         |
| 1764                                     |                   | André Joseph Vallez        |                |         |
| 1773                                     |                   | Jean Adrien Bracq          |                |         |
| 1783                                     |                   | Louis Joseph Selliez       |                |         |
| 1788                                     |                   | Jean-Baptiste Pamart       |                |         |
| 1790                                     |                   | Jean François Fichero      |                |         |
|                                          | 2 novembre 1797   | Philippe Willot            |                |         |
|                                          | 18 juillet 1798   | Jacques Boucher            |                |         |
|                                          | 23 septembre 1800 | Zacharie Joseph Vallez     |                |         |
|                                          | 15 octobre 1801   | François Boucher           |                |         |
|                                          | 16 novembre 1802  | Zacharie Vallez            |                |         |
| 16 novembre 1802                         | 6 décembre 1815   | Jacques Joseph Danjou      |                |         |
|                                          | 22 octobre 1831   | Louis Bouchez              |                |         |
|                                          | 28 janvier 1835   | Auguste Constantin Selliez |                |         |
|                                          | 16 octobre 1839   | Jacques Danjou             |                |         |
|                                          | 26 mars 1848      | Isidore Pamart             |                |         |
|                                          | 7 août 1850       | Henri Auguste Selliez      |                |         |
|                                          | 23 octobre 1855   | Louis Bouchez              |                |         |
|                                          | 7 mars 1859       | Antoine Dominique Givry    |                |         |
|                                          | 15 mai 1871       | Isidore Pamart             |                |         |
|                                          | 14 janvier 1872   | Cyrille Gille              |                |         |
|                                          | 22 janvier 1878   | Charlemagne Burillon       |                |         |
|                                          | 18 mai 1884       | Pascal Wuillot             |                |         |
|                                          |                   | Clément Manesse            |                |         |
| avant 1988                               | ?                 | Aimé Hurson                | sans étiquette |         |
| mars 2001                                | En cours          | Jacky Duminy               |                |         |
| Les données manquantes sont à compléter. |                   |                            |                |         |

### Rattachements administratifs et électoraux
Ors est située dans l'arrondissement de Cambrai. La commune est rattachée au canton du Cateau-Cambrésis et à la dix-huitième circonscription du Nord.
Ors relève du tribunal d'instance de Cambrai, du tribunal de grande instance de Cambrai, de la cour d'appel de Douai, du tribunal pour enfants de Cambrai, du conseil de prud'hommes de Cambrai, du tribunal de commerce de Douai, du tribunal administratif de Lille et de la cour administrative d'appel de Douai.

## Population et société

### Démographie

#### Évolution démographique
L'évolution du nombre d'habitants est connue à travers les recensements de la population effectués dans la commune depuis 1793. Pour les communes de moins de 10 000 habitants, une enquête de recensement portant sur toute la population est réalisée tous les cinq ans, les populations de référence des années intermédiaires étant quant à elles estimées par interpolation ou extrapolation. Pour la commune, le premier recensement exhaustif entrant dans le cadre du nouveau dispositif a été réalisé en 2008.

En 2022, la commune comptait 639 habitants, en évolution de −1,84 % par rapport à 2016 (Nord : +0,51 %, France hors Mayotte : +2,11 %).
| 1793  | 1800  | 1806  | 1821  | 1831  | 1836  | 1841  | 1846  | 1851  |
| ----- | ----- | ----- | ----- | ----- | ----- | ----- | ----- | ----- |
| 1 141 | 1 210 | 1 126 | 1 231 | 1 289 | 1 270 | 1 302 | 1 322 | 1 312 |

| 1856  | 1861  | 1866  | 1872  | 1876 | 1881 | 1886 | 1891 | 1896 |
| ----- | ----- | ----- | ----- | ---- | ---- | ---- | ---- | ---- |
| 1 171 | 1 149 | 1 175 | 1 024 | 939  | 888  | 922  | 783  | 797  |

| 1901 | 1906 | 1911 | 1921 | 1926 | 1931 | 1936 | 1946 | 1954 |
| ---- | ---- | ---- | ---- | ---- | ---- | ---- | ---- | ---- |
| 823  | 786  | 767  | 738  | 756  | 704  | 701  | 697  | 739  |

| 1962 | 1968 | 1975 | 1982 | 1990 | 1999 | 2006 | 2008 | 2013 |
| ---- | ---- | ---- | ---- | ---- | ---- | ---- | ---- | ---- |
| 743  | 744  | 683  | 630  | 697  | 712  | 685  | 663  | 656  |

| 2018 | 2022 | - | - | - | - | - | - | - |
| ---- | ---- | - | - | - | - | - | - | - |
| 636  | 639  | - | - | - | - | - | - | - |

#### Pyramide des âges
La population de la commune est relativement jeune.
En 2018, le taux de personnes d'un âge inférieur à 30 ans s'élève à 35,7 %, soit en dessous de la moyenne départementale (39,5 %). À l'inverse, le taux de personnes d'âge supérieur à 60 ans est de 25,9 % la même année, alors qu'il est de 22,5 % au niveau départemental.
En 2018, la commune comptait 319 hommes pour 317 femmes, soit un taux de 50,16 % d'hommes, légèrement supérieur au taux départemental (48,23 %).
Les pyramides des âges de la commune et du département s'établissent comme suit.
| Hommes | Classe d’âge | Femmes |
| ------ | ------------ | ------ |
| 0,3    | 90 ou +      | 0,9    |
| 5,0    | 75-89 ans    | 7,6    |
| 20,7   | 60-74 ans    | 17,4   |
| 20,7   | 45-59 ans    | 19,6   |
| 17,2   | 30-44 ans    | 19,2   |
| 14,7   | 15-29 ans    | 15,8   |
| 21,3   | 0-14 ans     | 19,6   |

| Hommes | Classe d’âge | Femmes |
| ------ | ------------ | ------ |
| 0,5    | 90 ou +      | 1,4    |
| 5,3    | 75-89 ans    | 8,1    |
| 14,8   | 60-74 ans    | 16,2   |
| 19,1   | 45-59 ans    | 18,4   |
| 19,5   | 30-44 ans    | 18,7   |
| 20,7   | 15-29 ans    | 19,1   |
| 20,2   | 0-14 ans     | 18     |

### Enseignement
La commune d'Ors est rattachée à la circonscription scolaire Cambrai / Le Cateau du bassin d'éducation du Cambrésis, qui dépend de l'inspection académique du Nord et de l'académie de Lille. La commune gère une école de niveau élémentaire (école maternelle et élémentaire).

### Cultes
Ors fait partie de la paroisse Notre-Dame de la Fraternité en Cambrésis, regroupant 17 communes et rattachée au doyenné du Cateau-Cambrésis et à l'archidiocèse de Cambrai. Le lieu de culte est l'église de l'Assomption.

## Économie

### Revenus et fiscalité
En 2011, le revenu fiscal médian par ménage était de 27 743 €, ce qui plaçait Ors au 20 022e rang parmi les 31 886 communes de plus de 49 ménages en métropole.

### Population active et emploi
Ors se trouve dans le bassin d'emploi du Cambrésis. L'agence France Travail/Pôle emploi pour la recherche d'emploi la plus proche est localisée au Cateau-Cambrésis.
En 2013, la population âgée de 15 à 64 ans s'élevait à 427 personnes, parmi lesquelles on comptait 74,9 % d'actifs dont 66,3 % ayant un emploi et 8,7 % de chômeurs.
On comptait 177 emplois dans la zone d'emploi, contre 194 en 2008. Le nombre d'actifs ayant un emploi résidant dans la zone d'emploi étant de 285, l'indicateur de concentration d'emploi était de 62 %, ce qui signifie que la zone d'emploi offrait près de deux emplois pour trois habitants actifs.

### Entreprises
Les entreprises Dufour-Delattre (fabrication d'éléments de construction en béton) et Transports Dufour (transport de fret de proximité) sont les principaux employeurs de la commune.

## Culture locale et patrimoine
Des joutes nautiques ont lieu à Ors chaque année le 15 août. La tradition remonte au Moyen Âge.

### Lieux et monuments

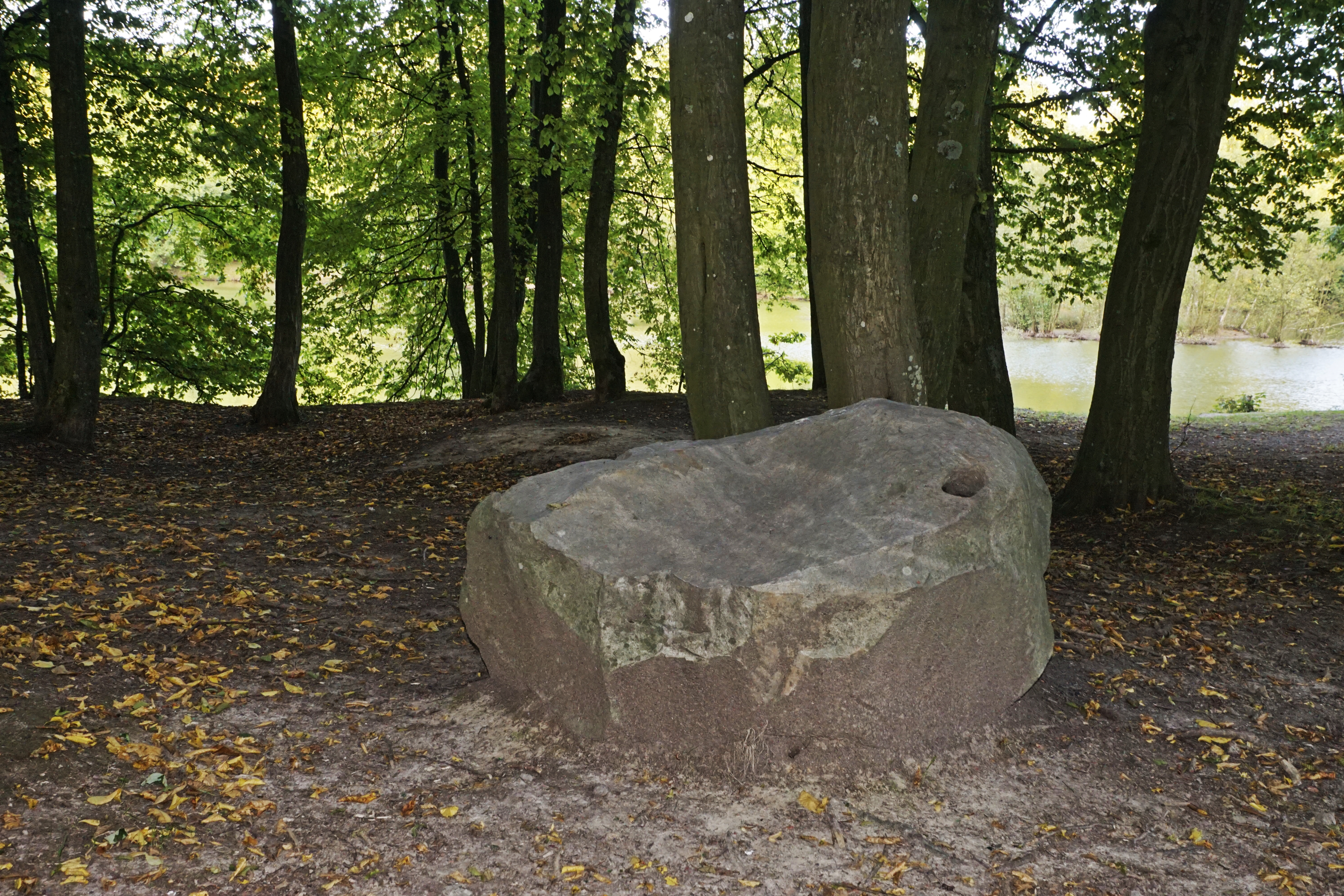
Le polissoir

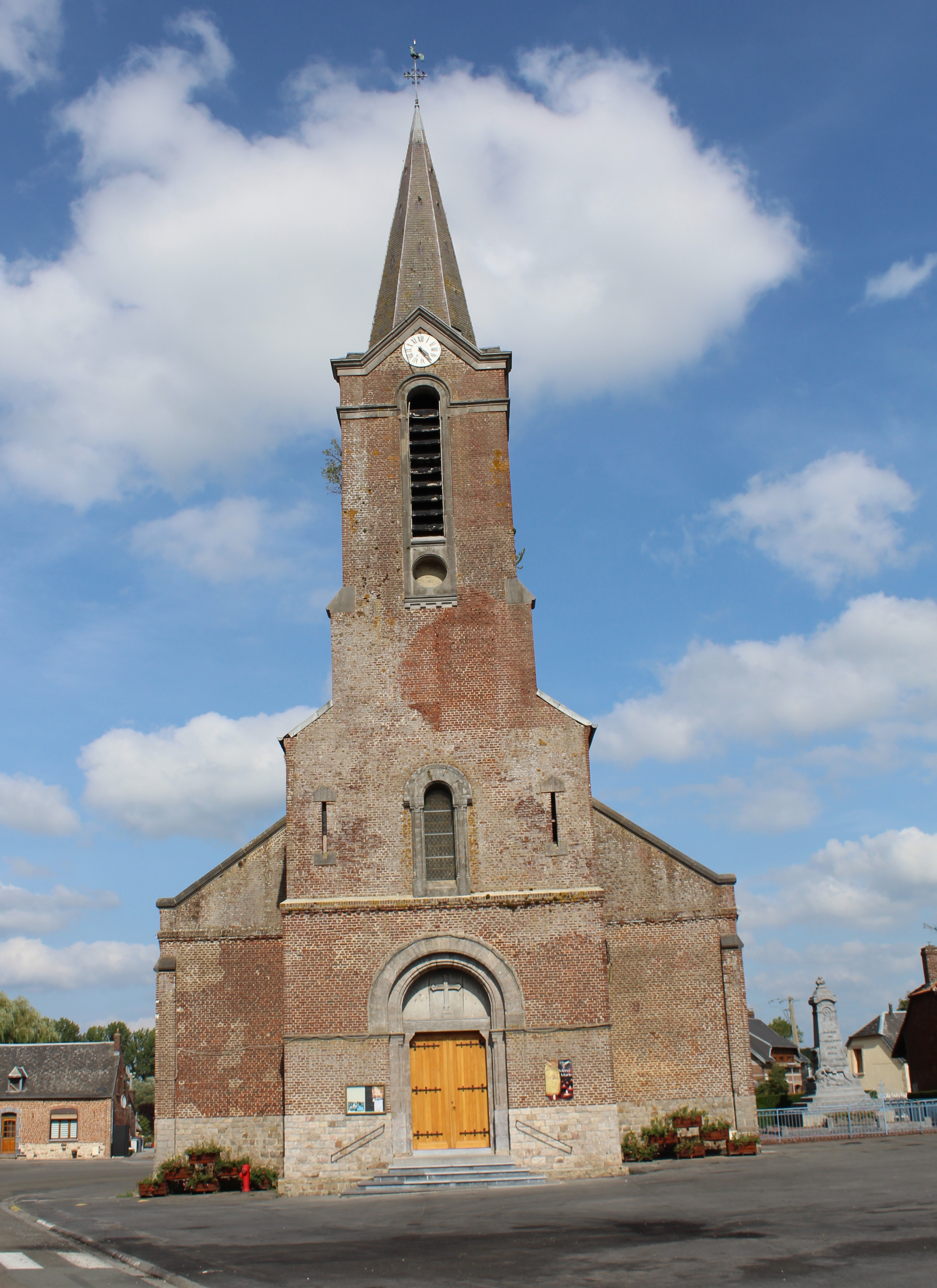
L'église.

La Maison forestière Wilfred-Owen est un lieu de mémoire et de création dédié au poète anglais Wilfred Owen, et à son œuvre, dont la conception est due à l'artiste anglais Simon Patterson.
Le polissoir du lieu-dit Le Flaquet dans le Bois-l'Évêque est inscrit aux Monuments historiques depuis 1980.
La motte castrale, située au sud du village et en partie entamée lors du creusement du canal de la Sambre à l'Oise, est inscrite aux Monuments historiques depuis 1993.
L'Église de l'Assomption date de 1858. Construite en brique et en pierre bleue sur les plans d'André Louis de Baralle, architecte du diocèse de Cambrai, elle remplace l'église précédente bâtie en 1727 et détruite en 1794 par les Autrichiens pendant le siège de Landrecies. Dans l'intervalle les offices ont longtemps été chantés dans une ancienne brasserie.
Le canal de la Sambre à l'Oise est un  canal à bief de partage au gabarit Freycinet reliant les vallées de la Sambre et de l'Oise.
Les deux cimetières militaires britanniques de la Première Guerre mondiale situés sur le territoire de la commune:
- Ors Communal Cemetery situé dans le cimetière communal où repose le poète britannique Wilfred Owen
- Ors British Cemetery situé au milieu des près.

### Personnalités liées à la commune

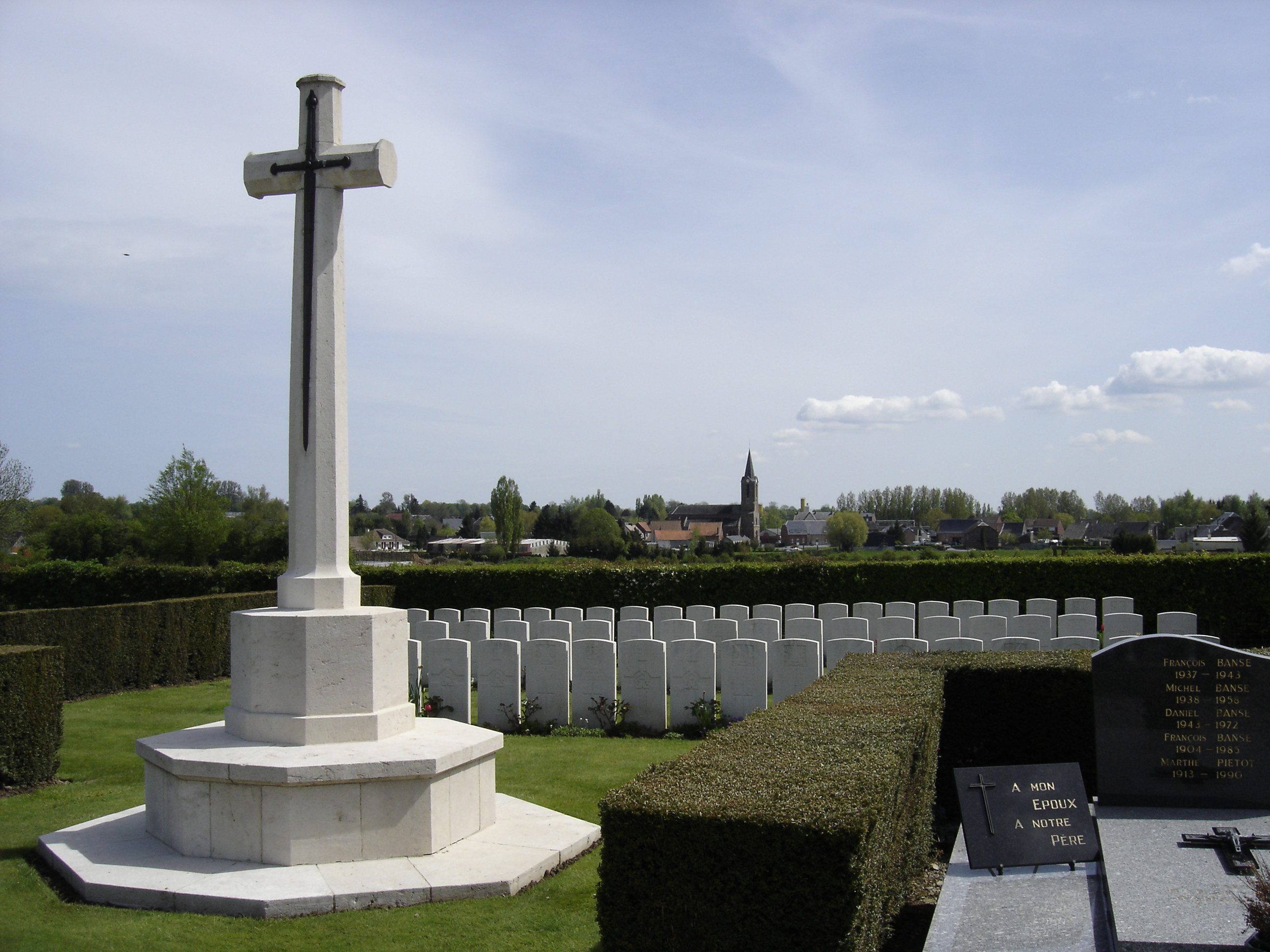
Le carré militaire du cimetière communal d'Ors

- François Stanislas Cloëz, né à Ors le 24 juin 1817 et mort à Paris le 12 octobre 1883. Chimiste français, cofondateur de la Société chimique de France[63],[64]
- Wilfred Owen, poète anglais et lieutenant au Manchester Regiment, mort au combat le 4 novembre 1918 sur les bords du canal de la Sambre à l'Oise, est enterré dans le carré militaire du cimetière communal.

### Cinéma
Le village et la forêt du Bois l'Évêque ont servi de décor au tournage du film Les Lulus de Régis Hautière (2021), adaptation des trois premiers tomes de la bande dessinée La guerre des Lulus de Hardoc.

### Héraldique
|  | Les armes d'Ors se blasonnent ainsi : « D'or à trois lions d'azur, au chef de gueules chargé d'une Notre-Dame-de-Grâce de carnation à mi-corps, tenant à senestre l'Enfant Jésus, et vêtue de gueules et d'azur. » |

Les trois lions sont du Cambrésis, qui porte « d'azur aux trois lionceaux d'or », et Notre-Dame-de-Grâce est la patronne de Cambrai (le seigneur d'Ors était le comte-évêque de Cambrai).

## Pour approfondir